# (39642) 1995 KO1
(39642) 1995 KO1 est un astéroïde de la ceinture principale d'astéroïdes découvert en 1995.

## Description
(39642) 1995 KO1 a été découvert le 26 mai 1995 à la Station Catalina, un observatoire astronomique situé dans les Monts Santa Catalina à environ 29 kilomètres au nord-est de Tucson dans l'Arizona, par Carl W. Hergenrother.

### Caractéristiques orbitales
L'orbite de cet astéroïde est caractérisée par un demi-grand axe de 2,30 ua, un périhélie de 1,86 ua, une excentricité de 0,19 et une inclinaison de 24,55° par rapport à l'écliptique. Du fait de ces caractéristiques, à savoir un demi-grand axe compris entre 2 et 3,2 ua et un périhélie supérieur à 1,666 ua, il est classé, selon la JPL Small-Body Database, comme objet de la ceinture principale d'astéroïdes.

### Caractéristiques physiques
(39642) 1995 KO1 a une magnitude absolue (H) de 15,2 et un albédo estimé à 0,067.